# Руски далеки исток
Руски далеки исток (рус. Русский Дальний Восток) или Далеки исток Русије (рус. Дальний Восток России), подручје је на истоку Русије које је најудаљеније од Москве. То је подручје које је најудаљеније од престонице државе на свету. Оно се поклапа са Далекоисточним округом Руске Федерације. Географски, историјски и по правцу миграција, ово подручје се често зове и Забајкаље (рус. Забайкалье).
Површина региона је — 6169,3 хиљада км² (око 36% територије Руске Федерације).
Број становника је — 6,5 милиона људи (око 4,7% становништва Руске Федерације).

## Одлике
Далеки исток је претежно планински простор који се протеже од Чукотског полуострва на северу до државне гарнице са Северном Корејом, Јапаном и Кином. Обухвата и острво Сахалин, Курилска и друга острва. Природа далеког истока је веома разноврсна. Крајњи север је целе године под снежним покривачем, док су најјужнији делови покривени суптропским шумама. Речна мрежа је густа, а највећа река је Амур.
Приморски положај ублажава климу Далеког истока и смањује разлике измађу севера и југа. Клима има монсунске одлике: већина падавина стиже са летњим пљусковима. Камчатку и Курилска острва потресају чести земљотреси и вулканске ерупције.
Северна ивична мора Тихог океана су богата рибом. Шуме дају обиље квалитетног дрвета. Злата има на Камчатки и по притокама Амура, а угља, нафте и природног гаса на Сахалину.